# ورود (آلبوم)
| بررسی انتقادی              | بررسی انتقادی |
| منبع                       | رتبه‌بندی      |
| -------------------------- | ------------- |
| آل‌میوزیک                   | [ ۲ ]         |
| بلندر                      | [ ۳ ]         |
| دانشنامه موسیقی عامه‌پسند   | [ ۴ ]         |
| پیچفورک                    | ۸٫۶/۱۰        |
| کیو                        | [ ۶ ]         |
| راهنمای آلبوم رولینگ استون | [ ۷ ]         |
| راهنمای ضبط جایگزین اسپین  | ۹/۱۰          |
| ویلج ویس                   | C             |

ورود (انگلیسی: Arrival) چهارمین آلبوم استودیویی ابرگروه سوئدی موسیقی پاپ آباست که در ۱۱ مارس ۱۹۷۶ در سوئد منتشر شد. این آلبوم به یکی از موفق‌ترین آلبوم‌های آبا تا به امروز تبدیل شد و سه مورد از ترانه‌های آن به موفقیت چشمگیری دست یافت: «ملکه رقصان»، «پول، پول، پول»، «شناختن خودم، شناختن تو». این آلبوم پرفروش‌ترین آلبوم سال ۱۹۷۷ در بریتانیا شد و از انجمن صنعت ضبط موسیقی ایالات متحده آمریکا گواهینامهٔ «طلایی» دریافت کرد.

## فهرست ترانه‌ها
تمامی ترانه‌ها توسط بنی آندِشون و بیورن اولویوس نوشته‌شده، مگر آنهایی که نام دیگری برایشان ذکر شده‌است.
| رویِ نخست | رویِ نخست                 | رویِ نخست                              | رویِ نخست |
| شماره    | نام                      | نویسنده(ها)                           | مدت      |
| -------- | ------------------------ | ------------------------------------- | -------- |
| ۱.       | «وقتی معلم را بوسیدم»    |                                       | ۳:۰۰     |
| ۲.       | «ملکه رقصان»             | بنی آندِشون استیگ آندِشون بیورن اولویوس | ۳:۵۰     |
| ۳.       | «عشق من، زندگی من»       | بنی آندِشون استیگ آندِشون بیورن اولویوس | ۳:۵۲     |
| ۴.       | «دام دام دیدل»           |                                       | ۲:۵۰     |
| ۵.       | «شناختن خودم، شناختن تو» | بنی آندِشون استیگ آندِشون بیورن اولویوس | ۴:۰۲     |

| روی دوم    | روی دوم                | روی دوم                               | روی دوم |
| شماره      | نام                    | نویسنده(ها)                           | مدت     |
| ---------- | ---------------------- | ------------------------------------- | ------- |
| ۱.         | «پول، پول، پول»        |                                       | ۳:۰۵    |
| ۲.         | «من آنم»               | بنی آندِشون استیگ آندِشون بیورن اولویوس | ۳:۱۵    |
| ۳.         | «چرا می‌بایست من باشم؟» |                                       | ۳:۲۰    |
| ۴.         | «ببر»                  |                                       | ۲:۵۵    |
| ۵.         | «ورود»                 |                                       | ۳:۰۰    |
| مجموع مدت: | مجموع مدت:             | مجموع مدت:                            | ۳۳:۰۹   |

| نسخهٔ کاستی | نسخهٔ کاستی               | نسخهٔ کاستی |
| شماره      | نام                      | مدت        |
| ---------- | ------------------------ | ---------- |
| ۱.         | «وقتی معلم را بوسیدم»    | nil        |
| ۲.         | «ملکه رقصان»             | nil        |
| ۳.         | «دام دام دیدل»           | nil        |
| ۴.         | «عشق من، زندگی من»       | nil        |
| ۵.         | «ببر»                    | nil        |
| ۶.         | «پول، پول، پول»          | nil        |
| ۷.         | «من آنم»                 | nil        |
| ۸.         | «چرا می‌بایست من باشم؟»   | nil        |
| ۹.         | «شناختن خودم، شناختن تو» | nil        |
| ۱۰.        | «ورود»                   | nil        |

| ترانه‌های اضافی سی‌دی نسخهٔ ۱۹۹۷ | ترانه‌های اضافی سی‌دی نسخهٔ ۱۹۹۷ | ترانه‌های اضافی سی‌دی نسخهٔ ۱۹۹۷ |
| شماره                         | نام                           | مدت                           |
| ----------------------------- | ----------------------------- | ----------------------------- |
| ۱۱.                           | «فرناندو»                     | ۴:۱۲                          |

| ترانه‌های اضافی سی‌دی نسخهٔ ۲۰۰۱ | ترانه‌های اضافی سی‌دی نسخهٔ ۲۰۰۱ | ترانه‌های اضافی سی‌دی نسخهٔ ۲۰۰۱         | ترانه‌های اضافی سی‌دی نسخهٔ ۲۰۰۱ |
| شماره                         | نام                           | نویسنده(ها)                           | مدت                           |
| ----------------------------- | ----------------------------- | ------------------------------------- | ----------------------------- |
| ۱۲.                           | «هاوایی شادمان»               | بنی آندِشون استیگ آندِشون بیورن اولویوس | ۴:۲۵                          |

| ترانه‌های اضافی مجموعه کامل ضبط‌های استودیویی | ترانه‌های اضافی مجموعه کامل ضبط‌های استودیویی   | ترانه‌های اضافی مجموعه کامل ضبط‌های استودیویی                      | ترانه‌های اضافی مجموعه کامل ضبط‌های استودیویی |
| شماره                                       | نام                                           | نویسنده(ها)                                                      | مدت                                         |
| ------------------------------------------- | --------------------------------------------- | ---------------------------------------------------------------- | ------------------------------------------- |
| ۱۳.                                         | «ملکه رقصان» (نسخهٔ اسپانیایی‌زبان)             | استیگ آندِشون بنی آندِشون بیورن اولویوس بادی مک‌کلاسکی مری مک‌کلاسکی | ۴:۰۴                                        |
| ۱۴.                                         | «شناختن خودم، شناختن تو» (نسخهٔ اسپانیایی‌زبان) | استیگ آندِشون بنی آندِشون بیورن اولویوس بادی مک‌کلاسکی مری مک‌کلاسکی | ۴:۰۴                                        |
| ۱۵.                                         | «فرناندو» (نسخهٔ اسپانیایی‌زبان)                | استیگ آندِشون بنی آندِشون بیورن اولویوس بادی مک‌کلاسکی مری مک‌کلاسکی | ۴:۱۷                                        |

| ترانه‌های اضافی نسخهٔ دلوکس ۲۰۰۶ (آلبوم کلاسیک) | ترانه‌های اضافی نسخهٔ دلوکس ۲۰۰۶ (آلبوم کلاسیک) | ترانه‌های اضافی نسخهٔ دلوکس ۲۰۰۶ (آلبوم کلاسیک)                    | ترانه‌های اضافی نسخهٔ دلوکس ۲۰۰۶ (آلبوم کلاسیک) |
| شماره                                         | نام                                           | نویسنده(ها)                                                      | مدت                                           |
| --------------------------------------------- | --------------------------------------------- | ---------------------------------------------------------------- | --------------------------------------------- |
| ۱۳.                                           | «فرناندو» (نسخهٔ اسپانیایی‌زبان)                | استیگ آندِشون بنی آندِشون بیورن اولویوس بادی مک‌کلاسکی مری مک‌کلاسکی | ۴:۱۷                                          |
| ۱۴.                                           | «ملکه رقصان» (نسخهٔ اسپانیایی‌زبان)             | استیگ آندِشون بنی آندِشون بیورن اولویوس بادی مک‌کلاسکی مری مک‌کلاسکی | ۴:۰۴                                          |
| ۱۵.                                           | «شناختن خودم، شناختن تو» (نسخهٔ اسپانیایی‌زبان) | استیگ آندِشون بنی آندِشون بیورن اولویوس بادی مک‌کلاسکی مری مک‌کلاسکی | ۴:۰۴                                          |
| ۱۶.                                           | «فرناندو» (نسخهٔ تک‌خوانی سوئدی آنی-فرید)       |                                                                  | ۴:۱۴                                          |

| دی‌وی‌دی نسخهٔ دلوکس ۲۰۰۶ | دی‌وی‌دی نسخهٔ دلوکس ۲۰۰۶                                                   | دی‌وی‌دی نسخهٔ دلوکس ۲۰۰۶ |
| شماره                  | نام                                                                      | مدت                    |
| ---------------------- | ------------------------------------------------------------------------ | ---------------------- |
| ۱.                     | «آبا-دابا-دو!!» (برنامهٔ ویژهٔ تلویزیونی ۱ ساعته، اس‌وی‌تی)                  | nil                    |
| ۲.                     | «ملکه رقصان» (موزیک‌لادن، رادیو برمن)                                     | nil                    |
| ۳.                     | «فرناندو» (بهترین‌های پاپ، بی‌بی‌سی)                                        | nil                    |
| ۴.                     | «هاوایی شادمان» (فریمنتل)                                                | nil                    |
| ۵.                     | «جلسهٔ ضبط ملکه رقصان» (مستر ترندستر، اس‌وی‌تی)                             | nil                    |
| ۶.                     | «آبا در لندن، نوامبر ۱۹۷۶» (یانگ نیشن، بی‌بی‌سی)                           | nil                    |
| ۷.                     | «موفقیت آبا در سال ۱۹۷۶ – گزارش موسیقی» (برنامهٔ تلویزیونی گزارش، اس‌وی‌تی) | nil                    |
| ۸.                     | «ورود تبلیغات تلویزیونی ۱» (بریتانیا)                                    | nil                    |
| ۹.                     | «ورود تبلیغات تلویزیونی ۲» (بریتانیا)                                    | nil                    |
| ۱۰.                    | «نگارخانهٔ بین‌المللی جلد آلبوم»                                           | nil                    |

توضیح:
- «فرناندو» پس از «چرا می‌بایست من باشم؟» در فهرست اصلی آهنگ‌های آلبوم در نسخه استرالیایی و نیوزلندی آن منتشر شد (پیش از ترانهٔ «ببر»). این موضوع بیش از ۴ دقیقه به زمان پخش روی دوم آلبوم اضافه کرد.[۱۱]

## جداول موسیقی
| جدول (۱۹۷۷–۱۹۷۶)                            | بالاترین رتبه |
| ------------------------------------------- | ------------- |
| آلبوم‌های استرالیا (گزارش موسیقی کنت)        | ۱             |
| آلبوم‌های اتریشی (آلبوم‌های او۳)              | ۱۲            |
| آلبوم‌های بلژیک (اومو)                       | ۱             |
| آلبوم‌ها/سی‌دی‌های برتر کانادا (آرپی‌ام)        | ۴             |
| آلبوم‌های دانمارک (تی‌ار)                     | ۱             |
| آلبوم‌های هلندی (جدول‌های هلند)               | ۱             |
| آلبوم‌های فنلاند (جدول‌های رسمی فنلاند)       | ۲             |
| آلبوم‌های فرانسوی (مؤسسه افکار عمومی فرانسه) | ۹             |
| آلبوم‌های آلمانی (۱۰۰ آلبوم برتر رسمی)       | ۱             |
| آلبوم‌های ایتالیا (موزیکا ئی دیسکی)          | ۱۱            |
| آلبوم‌های ژاپن (اوریکون)                     | ۳             |
| آلبوم‌های نیوزیلندی (آرام‌ان‌زد)               | ۱             |
| آلبوم‌های نروژی (وی‌جی-لیستا)                 | ۱             |
| آلبوم‌های سوئدی (برترین‌های سوئد)             | 1             |
| آلبوم‌های سوئیس (موزیک‌مارکت)                 | ۵             |
| آلبوم‌های بریتانیا (شرکت جدول‌های رسمی)       | ۱             |
| بیلبورد ۲۰۰ ایالات متحده                    | ۲۰            |
| جدول (۲۰۰۶)                                 | بالاترین رتبه |
| آلبوم‌های هلندی (جدول‌های هلند)               | ۸۵            |
| جدول (۲۰۰۹)                                 | بالاترین رتبه |
| آلبوم‌های فنلاندی (جدول رسمی فنلاند)         | ۲۴            |
| جدول (۲۰۲۱)                                 | بالاترین رتبه |
| آلبوم‌های بلژیکی (اولتراتاپ فلاندرز)         | ۱۰۹           |
| آلبوم‌های هلندی (جدول‌های هلند)               | ۶۷            |
| آلبوم‌های سوئدی (برترین‌های سوئد)             | ۱۳            |
| جدول (۲۰۲۲)                                 | بالاترین رتبه |
| آلبوم‌های اسکاتلندی (شرکت جدول‌های رسمی)      | ۳۲            |

| جدول (۱۹۷۶)                                   | رتبه |
| --------------------------------------------- | ---- |
| آلبوم‌های استرالیا (گزارش موسیقی کنت)          | ۸    |
| آلبوم‌های هلند (۱۰۰ آلبوم برتر هلند)           | ۲۱   |
| آلبوم‌های فرانسه (مؤسسه افکار عمومی فرانسه)    | ۴۷   |
| آلبوم‌های نیوزیلند (جدول رسمی موسیقی نیوزیلند) | ۵    |
| آلبوم‌های بریتانیا (او‌سی‌سی)                    | ۴۱   |
| جدول (۱۹۷۷)                                   | رتبه |
| آلبوم‌های استرالیا (گزارش موسیقی کنت)          | ۱۷   |
| آلبوم‌های اتریش (او۳ تاپ ۴۰ اتریش)             | ۱۷   |
| آلبوم‌ها/سی‌‌دی‌های برتز کانادا (آرپی‌ام)          | ۲۷   |
| آلبوم‌های هلند (۱۰۰ آلبوم برتر هلند)           | ۶    |
| آلبوم‌های آلمان (رتبه‌بندی سرگرمی جی‌اف‌کی)       | ۱    |
| آلبوم‌های ژاپن (اوریکون)                       | ۳۷   |
| آلبوم‌های نیوزیلند (جدول رسمی موسیقی نیوزیلند) | ۱۱   |
| آلبوم‌های بریتانیا (او‌سی‌سی)                    | ۱    |
| بیلبورد ۲۰۰ آمریکا                            | ۳۴   |
| جدول (۱۹۷۸)                                   | رتبه |
| آلبوم‌های ژاپن (اوریکون)                       | ۲۸   |
| آلبوم‌های بریتانیا (او‌سی‌سی)                    | ۳۸   |
| جدول (۱۹۷۹)                                   | رتبه |
| آلبوم‌های ژاپن (اوریکون)                       | ۸    |

| جدول (۱۹۷۹–۱۹۷۰)           | رتبه |
| -------------------------- | ---- |
| آلبوم‌های ژاپن (اوریکون)    | ۱۴   |
| آلبوم‌های بریتانیا (او‌سی‌سی) | ۷    |

## گواهینامه‌ها و فروش
| منطقه | گواهی     | واحد گواهی‌شده/فروش |
| --- | --------- | ------------------ |
| استرالیا | —         | ۹۶۰٬۰۰۰            |
| کانادا (میوزیک کانادا)                                                                                         | ۲× پلاتین | ۲۰۰٬۰۰۰^           |
| دانمارک (آی‌اف‌پی‌آی)                                                                                             | طلا       | ۳۳۰٬۰۰۰            |
| دانمارک (آی‌اف‌پی‌آی) بازنشر                                                                                      | طلا       | ۱۰٬۰۰۰             |
| فنلاند (موسیککیتواوتتایات)                                                                                     | پلاتین    | ۸۶٬۴۲۰             |
| فرانسه | —         | ۲۰۰٬۰۰۰            |
| آلمان (بی‌وی‌ام‌آی)                                                                                               | ۲× پلاتین | ۱٬۰۰۰٬۰۰۰^         |
| هنگ کنگ (آی‌اف‌پی‌آی هنگ کنگ)                                                                                     | طلا       | ۱۰٬۰۰۰*            |
| ایرلند | —         | ۱۵۰٬۰۰۰            |
| اسرائیل | پلاتین    | ۴۰٬۰۰۰             |
| ژاپن (جداول اوریکون)                                                                                           | —         | ۶۴۵٬۰۰۰            |
| هلند (ان‌وی‌پی‌آی)                                                                                                | طلا       | ۵۰۰٬۰۰۰            |
| نیوزیلند | —         | ۶۰٬۰۰۰             |
| نروژ (آی‌اف‌پی‌آی نروژ)                                                                                           | طلا       | ۱۶۷٬۰۰۰            |
| لهستان | —         | ۸۰۰٬۰۰۰            |
| سوئد | —         | ۷۴۰٬۰۰۰            |
| تایوان | —         | ۳٬۵۰۰              |
| بریتانیا (بی‌پی‌آی)                                                                                              | پلاتین    | ۱٬۷۰۰٬۰۰۰          |
| ایالات متحده (آرآی‌ای‌ای)                                                                                        | طلا       | ۵۰۰٬۰۰۰^           |
| یوگسلاوی | پلاتین    | ۷۰٬۰۰۰             |
| * رقم فروش تنها بر پایهٔ گواهی‌ها. · ^ رقم توزیع تنها بر پایهٔ گواهی‌ها. · رقم فروش+پخش جاری تنها بر پایهٔ گواهی‌ها. |           |                    |